# Joe Brooks
Joe Brooks (nascido em 18 maio de 1987) é um cantor britânico. Brooks  começou como um músico no Myspace, quando ele tinha 17 anos e ganhou popularidade no site enquanto lançava dois EPs independentes. Em 2008  foi rotulado como o número 1 "Unsigned UK Artist" no MySpace e tinha acumulado 11 milhões de execuções da canção. Em 2009, ele assinou com Jason Flom Lava Records e Universal Republic Records, onde ele lançou seu primeiro álbum Constellation Me, em 2010. Após a sua saída do Lava / Universal em 2011, ele lançou um EP independente, A Reason To Swim, no final daquele ano.

## Carreira

### Myspace
Quando Brooks postou suas músicas no Myspace pela primeira vez, o site estava apenas começando. Como Brooks acrescentou canções mais diversificadas e complexas, mais "amigos" e plays ele conseguiu. Atualmente [quando?], as suas canções recebem até 30 mil execuções por dia. Brooks constantemente é o artista número um no MySpace Music. Sua última música, "Superman", teve mais execuções do que último single do Oasis. Ele tem mais de 100.000 amigos. Superman foi uma das primeiras canções que Joe escreveu. 

### Carreira independente
Mesmo sem contrato com nenhuma gravadora, Joe conseguiu um grande número de fãs na internet, resultando em 12 milhões de execuções no Myspace. Ele teve ingressos esgotados para seus shows nos Estados Unidos. Seu sucesso no Myspace lhe permitiu escrever e gravar com pessoas como JR Rotem e Kara DioGuardi.

### Lava/Universal Records
Ele recebeu inúmeras ofertas de gravadoras, mas recusou todas, pois não se sentia seguro com elas. Recentemente, ele assinou com a Lava Records, que também gerencia Kid Rock e The Click Five. Brooks se mudou para Los Angeles para finalizar seu álbum de estréia.
Brooks lançou seu primeiro single, "Superman" em 27 de abril de 2010. O seu álbum de estréia "Constellation Me" foi lançado pela Universal Records em 07 de setembro de 2010.
A primeira aparição de Joe na TV americana foi em 09 de setembro de 2009 pela Fox News em San Diego.
Em 2011 ele foi dispensado pela gravado, assim, continuou com a carreira independente e não pretende assinar com uma outra gravadora pois se sente inseguro.

## Discografia
- 2006: M a y b e T o m o r r o w
- 2007: Acoustic Sessions EP
- 2010: Constellation Me
- 2011: A Reson To Swim EP
- 2013: The Boy & The Broken Machine
- 2016: I Am Bones

## Singles
- 2010: "Superman"
- 2010: "World at Our Feet"
- 2011: "Holes Inside"
- 2013: "'Til My Heart Stops Beating"